# Antonio Calderón
Antonio Calderón Vallejo (ur. 31 marca 1984 w Rondzie) – hiszpański piłkarz, występujący na pozycji pomocnika.

## Kariera
Calderón rozpoczął swoją karierę w małym klubie CD Ronda, skąd w 2000 roku, w wieku 16 lat, trafił do szkółki piłkarskiej Málagi. W sezonie 2002/03 zadebiutował w drużynie rezerw, wywalczając z nią awans do Segunda División.
30 sierpnia 2003 roku Calderón rozegrał swój pierwszy mecz na szczeblu zawodowym, wychodząc w podstawowym składzie na przegrany 2:3 mecz z Almeríą. Swoją pierwszą bramkę zdobył 9 listopada tego samego roku podczas wygranego 5:2 spotkania z Xerez CD.
Latem 2006 roku, gdy zarówno pierwszy zespół Málagi, jak i rezerwy spadły ze swoich lig, Calderón przeniósł się do trzecioligowego Realu Jaén. Przez trzy sezony pełnił funkcję podstawowego zawodnika, tracąc tylko rozgrywki 2007/08 z powodu długotrwałej kontuzji. Następnie powrócił do CD Ronda, występującego wówczas w Tercera División.
25 stycznia 2011 roku trafił do trzecioligowego Extremadura UD. Po degradacji klubu Calderón kontynuował swoją karierę w zespołach czwartoligowych, reprezentując kolejno barwy Jerez CF, Arandina CF, Unión Estepona CF oraz Vélez CF.
15 stycznia 2014 roku Calderón trafił na testy do polskiej pierwszoligowej Legionovii Legionowo, z którą krótko potem podpisał kontrakt. 1 lipca tego samego roku związał się roczną umową z Arką Gdynia. 14 stycznia 2015 roku Calderón odszedł z Arki za porozumieniem stron i jeszcze tego samego miesiąca został zawodnikiem Pogoni Siedlce. Spędził tam jednak tylko rundę wiosenną, bowiem 5 lipca 2015 roku dołączył do zespołu mistrza Gibraltaru Lincoln Red Imps FC. Jego przygoda z nową drużyną nie trwała zbyt długo. Calderón wystąpił tylko w spotkaniu 1. rundy eliminacji Ligi Mistrzów w wygranym 2:1 meczu z andorską FC Santa Coloma. Hiszpan pojawił się na boisku przed rozpoczęciem drugiej połowy, zmieniając Juanse’a, a jego zespół ostatecznie awansował do drugiej rundy eliminacji, po bezbramkowym remisie w pierwszym meczu.
Po krótkim pobycie na Gibraltarze zawodnik postanowił kontynuować swoją karierę w Polsce. 15 lipca 2015 roku podpisał kontrakt z I ligowym Dolcanem Ząbki. W nowym zespole zadebiutował w 2. kolejce, w zremisowanym 1:1 meczu przeciwko Miedzi Legnica. Calderón pojawił się na boisku w 71. minucie, zmieniając Damiana Kądziora. 12 września 2015 roku, w wygranym 1:0 meczu przeciwko Stomilowi Olsztyn zdobył swojego premierowego gola w barwach Dolcanu i tym samym zagwarantował drużynie z Ząbek trzy punkty. W styczniu 2016 wrócił do Lincoln Red Imps FC, a w 2018 został zawodnikiem gibraltarskiego St Joseph’s.